# Hic Rhodus, hic salta

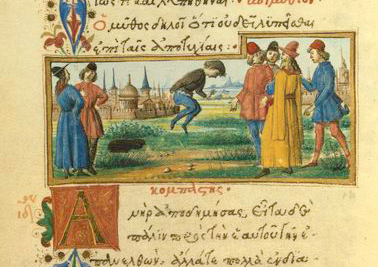
Illustrazione dell'aneddoto, dal manoscritto Medici degli anni 1480

Hic Rhodus, hic salta è una frase latina il cui significato letterale è «Qui [è] Rodi, salta qui ». Il senso traslato è «Dimostraci ciò che affermi, qua e adesso».

## Origine
La frase si trova in una delle Favole di Esopo, in cui un atleta sbruffone afferma di avere fatto un salto favoloso da un piede all'altro del celebre Colosso di Rodi, impresa atletica sulla quale afferma di poter esibire testimoni; al che, uno dei suoi interlocutori gli dice che non è necessario chiedere ai testimoni, basta che ripeta il salto là dove si trova.
La versione originale è in greco (Ιδοὺ ἡ ῾Ρόδος, ἰδοὺ καὶ τὸ πήδημα, it. "Qui [è] Rodi, qui [sia] anche il salto"), e la traduzione latina originale è Hic Rhodus, hic saltus (it. "Qui [è] Rodi, qui [sia] il salto").

## Rielaborazioni
Hegel parafrasò il detto in "Hier ist die Rose, hier tanze" (it. "Qui c'è la rosa, danza qui"), mentre il passaggio da saltus a salta, rispetto alla versione originale, è opera di Karl Marx che, nel primo capitolo de Il Diciotto Brumaio di Luigi Bonaparte, citando la parafrasi di Hegel, mutò il sostantivo della frase originale in un verbo: